# Bruno Boissière
 (novembre 2017).
Si vous disposez d'ouvrages ou d'articles de référence ou si vous connaissez des sites web de qualité traitant du thème abordé ici, merci de compléter l'article en donnant les références utiles à sa vérifiabilité et en les liant à la section « Notes et références ».
Bruno Boissière est un homme politique français et européen.

## Biographie
Bruno Boissière s'inspire, dans son action, de la pensée de Denis de Rougemont et des fédéralistes personnalistes. Il se définit comme un écologiste, régionaliste et fédéraliste européen.
Né le 22 septembre 1956 à Lyon, il fut député européen de 1991 à 1994. Il a été Vice-président du groupe des Verts au Parlement européen. 
Bruno Boissière a ensuite exercé de 1995 à 2005 la fonction de Secrétaire général européen de l'Union des fédéralistes européens (UEF).
Depuis janvier 2006, il dirige la représentation permanente du Centre International de Formation Européenne (CIFE, Nice-Berlin-Bruxelles) auprès des institutions européennes et internationales à Bruxelles. Dans ce cadre, il anime les "Midis du CIFE", débats sur les grandes questions d'actualité européenne qui accueillent à leur tribune les principaux acteurs et témoins de la construction européenne.